# Jesus curando o paralítico em Betesda

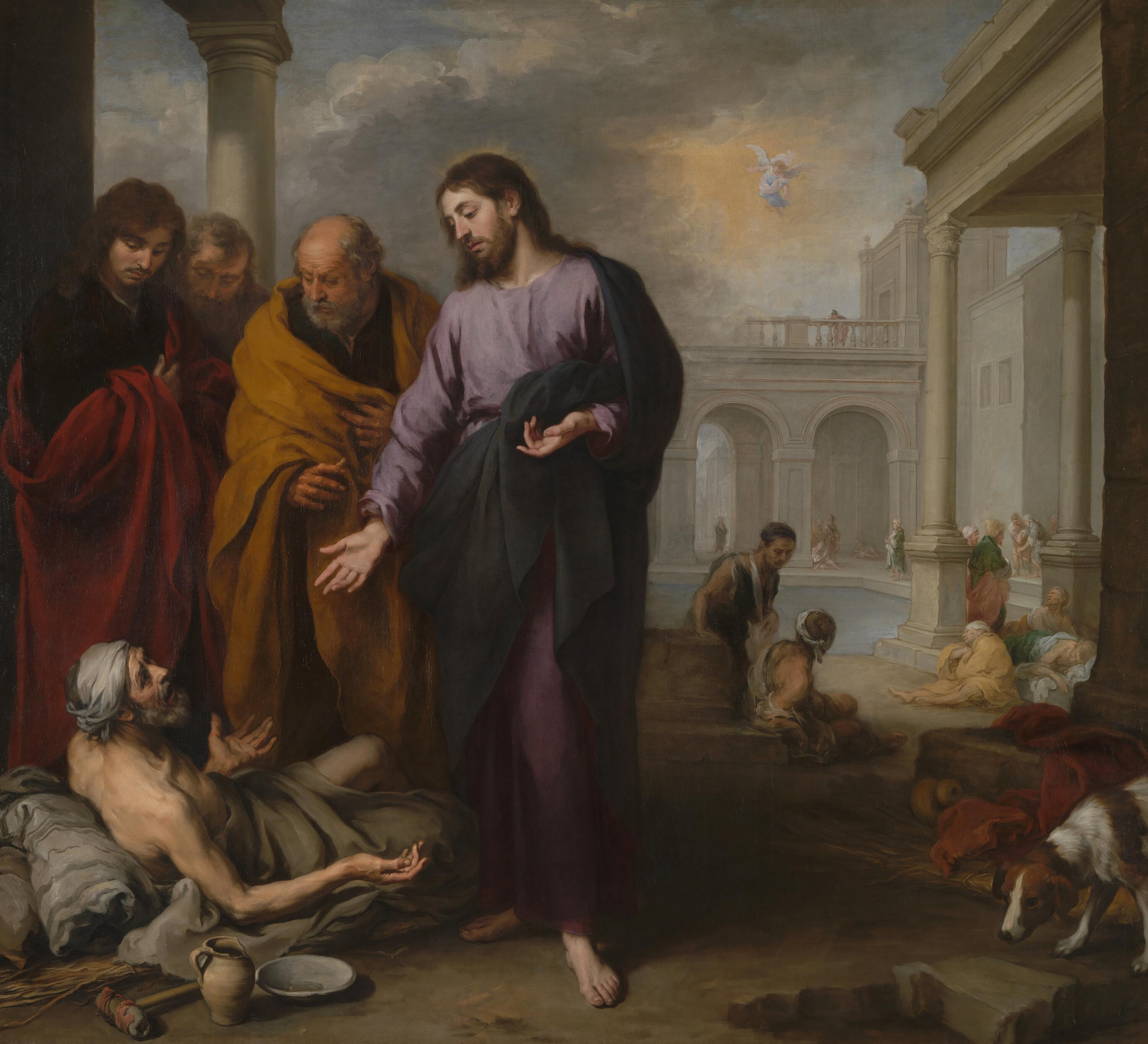
Jesus curando o paralítico no tanque de Betesda.
1667-70. Por Murillo, atualmente na National Gallery, em Londres.

A Cura do Paralítico em Betesda é um milagre de Jesus descrito no Evangelho de João (João 5:1–18).

## Narrativa bíblica
De acordo com João, este milagre ocorreu próximo a Porta das Ovelhas, nos Tanques de Betesda; reservatórios que sazonalmente recebiam peregrinos com a supersticiosa intenção de receber as propriedades curativas de suas águas. Dentre os romeiros, diversos portadores de deficiência, como cegos, coxos e paralíticos, eram comumente encontrados. Um deles, inválido já fazia trinta e oito anos, recebeu a atenção de Jesus, que o indagou: "Queres ficar são?".
Segue o texto:
| “ | «Respondeu-lhe o enfermo: Senhor, não tenho ninguém que me ponha no tanque quando a água for movida; mas enquanto eu vou, outro desce antes de mim. Disse-lhe Jesus: Levanta-te, toma o teu leito e anda. Imediatamente o homem ficou são, tomou o seu leito e começou a andar. Era sábado aquele dia. Por isso disseram os judeus ao que havia sido curado: Hoje é sábado, e não te é lícito levar o teu leito. Ele respondeu: Aquele que me curou, esse mesmo me disse: Toma o teu leito e anda. Eles lhe perguntaram: Quem é o homem que te disse: Toma o teu leito e anda? Mas o que havia sido curado, não sabia quem era; porque Jesus se tinha retirado, por haver muita gente naquele lugar. Depois Jesus o encontrou no templo e lhe disse: Olha, já estás são; não peques mais, para que te não suceda coisa pior. O homem foi dizer aos judeus que Jesus era quem o havia curado. Por isso os judeus perseguiam a Jesus, porque fazia estas coisas nos sábados.» (João 5:7–18) | ” |

## Interpretação
Jesus mandou o paralítico levar a cama para ele não esquecer quem o libertou e curou, para que através da cama ele manifestasse a glória de Deus.